# Heinrich Zmoll

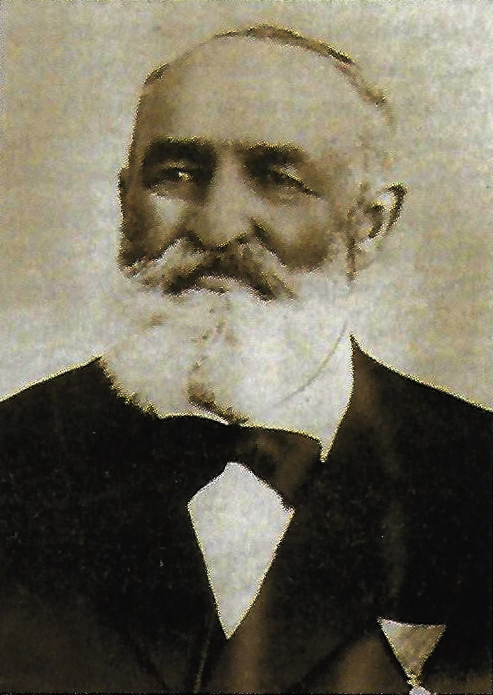
Heinrich Zmoll

Heinrich Zmoll (* 30. Juli 1843 in Piesting, Niederösterreich; † 3. Mai 1919 in Hainfeld, Niederösterreich) war Gemischtwarenhändler und von 1879 bis 1905 Bürgermeister des Marktes Hainfeld in Niederösterreich. Als Vorsitzender des von ihm 1876 gegründeten Verschönerungsvereins, der unter anderem Bauwerke wie die Kaiserstiege und den Schubertbrunnen hervorbrachte, trug Zmoll entscheidend zu Hainfelds Entwicklung zur beliebten Sommerfrische am Ende des 19. Jahrhunderts bei.

## Leben

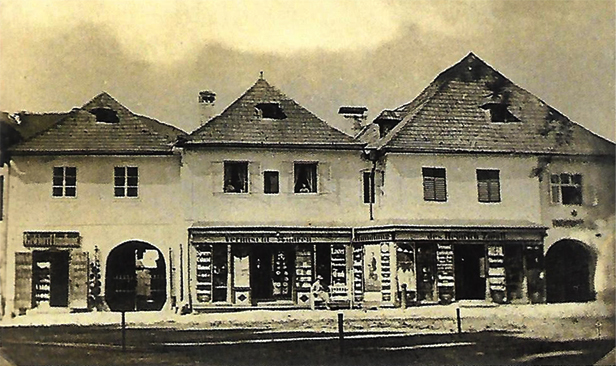
Heinrich Zmolls Gemischtwarenhandlung am Hainfelder Hauptplatz um 1900, heute Hauptstraße 2

Heinrich Zmoll kam am 30. Juli 1843 als Sohn von Franz Zmoll und seiner Ehefrau Anna (geborene Hörbinger) in Piesting in Haus Nr. 138 zur Welt. Zmoll besuchte in Piesting eine einklassige Volksschule und später in Wiener Neustadt einige Klassen der Realschule. In St. Veit an der Triesting durchlief Zmoll bei der Firma J. G. Meyer eine Ausbildung im Handelsgewerbe, ehe er 1864 nach Hainfeld kam und eine Gemischtwarenhandlung eröffnete. Die diesbezügliche Registrierung beim k.k. Kreisgericht St. Pölten erfolgte am 26. Februar 1866. Ein Jahr zuvor 1865 wurde er in die Gemeindevertretung gewählt, der er bis 1905 angehörte. Mitte der 1870er Jahre war er Obmann des Hainfelder Ortsschulrats und spendete viele Jahre hindurch Lehrmittel für den Unterricht wie eine Schulorgel, Zeichenpulte, Klassentafeln, Schaubilder usw. Zmoll fand für sein schulisches Engagement auch dahingehend eine große Auszeichnung, als er in der kaiserlichen Allerhöchsten Entschließung vom 11. September 1879 „in Würdigung besonderer Leistungen in der Schulaufsicht und im Lehrerbildungswesen für Volksschulen“ namentlich genannt worden und durch den Kaiser „Allerhöchste Anerkennung“ ausgesprochen bekommen hatte. Im Februar 1880 wurde Zmoll zum stellvertretenden Vorsitzenden des Lilienfelder Bezirksschulrats gewählt. Doch auf lokaler Schulebene engagierte er sich weiterhin, wie z. B. im April am 4. d. M. desselben Jahres, als unter seinem Vorsitz der Hainfelder Ortsschulrat einstimmig eine Petition zur Aufrechterhaltung der achtjährigen Schulpflicht beschlossen und an das österreichisch-ungarische Abgeordnetenhaus nach Wien gesandt hatte.
1879 wurde Zmoll in der Nachfolge Josef Ossbergers jun. zum 4. Bürgermeister von Hainfeld seit Einführung des Amtes 1850 gewählt. Bürgermeister Heinrich Zmoll war während seiner sechsundzwanzigjährigen Amtszeit eine der prägendsten Personen des Ortes in der Geschichte Hainfelds. Zahlreiche Initiativen gingen von seiner Person aus, wie auch wichtige Schlüsselereignisse stattfanden, so z. B. der Einigungsparteitag der Sozialdemokratischen Arbeiterpartei Österreichs vom 30. Dezember 1888 bis zum 1. Jänner 1889 unter der Ägide Victor Adlers. In diesem Bezug hatte der damalige Lilienfelder Bezirkshauptmann, Leopold Graf von Auersperg Bürgermeister Zmoll – trotz zuvor positiv erfolgter Zusagen und Vorgespräche mit Adler – im Namen der Statthalterei Niederösterreich befohlen, zu verhindern, dass die 80 Delegierten und 25 Gäste des geplanten Kongresses Quartier im Ort fanden. Aus diesem Grund hatte Zmoll z. B. den Wirt des Gasthauses „Zum Goldenen Löwen“ (zerstört 1945), Zehetner, angewiesen, die bereits von Adler im Vorhinein bestellten Mittag- und Abendessen für drei Tage für 60–80 Personen und den versprochenen Veranstaltungsraum wieder zurückzunehmen und abzusagen, damit die Genossen keine Unterkunft bekämen. Außerdem fürchtete Zmoll seinerseits Unruhe „ausgerechnet zu Weihnachten“, sollte der Einigungsparteitag doch stattfinden. Am Ende konnten Adler und Anton Stacherl Zehetner doch noch dazu überreden, seinen Festsaal an sie zu vermieten, und der Kongress zur Einigung der österreichischen Arbeiterschaft konnte stattfinden.
Per kaiserlicher Allerhöchster Entschließung vom 5. April 1890 war Zmoll das Goldene Verdienstkreuz verliehen worden. Anlässlich des kaiserlichen 40-jährigen Regierungsjubiläums hatte sich in Hainfeld am 1. Dezember 1888 der Hainfelder Kirchenrestaurierungsverein gegründet, welcher am 1. Februar 1889 durch die k.k. niederösterreichische Statthalterei bestätigt worden war. Dessen statutenmäßige erste Generalversammlung fand am 4. März 1890 in Hainfeld im Bräuhaus statt, wobei Zmoll zum stellvertretenden Vorsitzenden gewählt worden war, zum Obmann wurde der damalige Hainfelder Pfarrer Moritz Leister bestellt. Nach 35 Jahren erwerbsmäßiger Arbeit im Handel zog sich Zmoll ins Privatleben zurück und übergab seinen Gemischtwarenhandel mitsamt zugehörigem Haus an seinen Schwager Johann Riesenhuber. Am 3. Dezember 1904 feierte er sein 25-jähriges Dienstjubiläum als Bürgermeister von Hainfeld, das mit einem großen Fest im Ort begangen worden war zu dem sich auch der Lilienfelder Bezirkshauptmann Josef Ritter von Hoch einfand. Heinrich Zmoll starb am 3. Mai 1919 im Alter von 76 Jahren in seinem Wohnhaus (Hainfeld Nr. 102) infolge einer katarrhalischen Lungenentzündung und einer Herzlähmung. Er hinterließ seine Ehefrau Rosalia (geborene Iwan), die ihn um sechs Jahre überlebte.

## Heinrich Zmolls Wirken
- 1871 Anregung zur Errichtung einer neuen Schule für 240 Schüler in der Kirchengasse, direkt neben der alten (Eröffnung am 9. Oktober 1872)
- 1874 Gründung der örtlichen Sparkasse und der Feuerwehr
- 1875 Demolierung des alten Armenspitals und Errichtung eines neuen Armenhauses in der Ramsauerstraße
- 1876 Gründung des Verschönerungsvereins Hainfeld
- 1902 Erbauung einer kommunalen Wasserleitung
- 1904 Einleitung der elektrischen Beleuchtung des Ortes, Inbetriebnahme am 1. Jänner 1905

Weiters sorgte er als Obmann des Ortsschulrates 1901 für eine Vergrößerung der Lehrmittelsammlung und hatte neben Vergrößerungen am Schulgebäude eine neue Turnhalle errichten lassen. Auch die Gründung einer Knabenkapelle und des späteren Musikvereins waren auf Zmoll zurückzuführen, dessen Initiativen und Projekte dem Markt schon bald einen Sommertourismus von jährlich 300–400 Sommergästen bescherte. Nach seiner Zeit als Bürgermeister war Zmoll Obmann des Sparkassenrates. In dieser Funktion kaufte er 1906 die Lebzelter-Häuser und ließ sie zugunsten der Errichtung eines neuen Heimatstil-Sparkassen- und Rathausgebäudes abreißen, in dem sich heute noch in der Hauptstraße 5 die Räumlichkeiten der Stadtgemeinde befinden.

## Auszeichnungen und Ehrungen
- 1888 Verleihung der Ehrenbürgerschaft
- 1890 Verleihung des Goldenen Verdienstkreuzes
- Benennung einer Straßenallee in Heinrich-Zmoll-Gasse in Hainfeld
- 21. Oktober 1928 Zmollhuldigung als vierter Programmpunkt anlässlich der Hainfelder Stadterhebungsfeier in Form einer Würdigungsrede von Sparkassendirektor Karl Eichberger und der Enthüllung einer Gedenktafel für Zmoll im Gemeinde- und Sparkassengebäude.